# Sunburnt
Sunburnt è il quarto album in studio long playing di Martin Phillipps & The Chills, pubblicato nel 1996 in Nuova Zelanda, Europa e Australia dalla Flying Nun Records e dalla Festival Records. Tutte le canzoni sono state scritte da Martin Phillipps. L'album venne registrato in Inghilterra prevalentemente da Martin Phillipps in quanto gli altri membri, per dei problemi con i visti, non riuscirono a essere presenti a parte alle sessioni di registrazione e, in alcuni casi, vennero impiegati dei turnisti  come Dave Gregory e Dave Mattacks con Phillipps che si occupò delle parti cantate, delle tastiere e della chitarra oltre ad alcune percussioni; anche Craig Leon, il produttore dell'album, ha collaborato come musicista ad alcune tracce. L'album venne registrato ai Doghouse Studios nell'Oxfordshire da agosto a settembre 1995 e venne mixato e masterizzato ai Rockfield Studios in Galles e ai Townhouse Studios a Londra.

## Tracce
1. "As Far as I Can See" – 3:28
2. "Premonition" – 2:54
3. "Surrounded" – 2:48
4. "Come Home" – 3:09
5. "Sunburnt" – 3:42
6. "The Big Assessment" – 2:59
7. "Swimming in the Rain" – 3:38
8. "Dreams Are Free" – 2:07
9. "You Can Understand Me" – 3:20
10. "Lost in Future Ruins" – 3:10
11. "New Millennium" – 3:29
12. "Walk on the Beach" – 2:38
13. "Secret Garden" – 3:07

## Musicisti
- Martin Phillipps: voce, chitarra, percussioni, tastiere

- Dave Gregory: basso
- Dave Mattacks: batteria
- Craig Leon: tastiere, percussioni e chitarra